# Lúcio Nônio Asprenas (cônsul em 6)
Lúcio Nônio Asprenas (em latim: Lucius Nonius Asprenas) foi um senador romano da gente Nônia nomeado cônsul sufecto em 1 de julho de 6 no lugar de Lúcio Arrúncio, o Jovem. Asprenas era filho de Lúcio Nônio Asprenas, cônsul em 36 a.C., e amigo íntimo do imperador Augusto e de sua prima Quintila, irmã de seu tio, o infame Públio Quintílio Varo. Ele era também irmão de Sexto Nônio Quintiliano, cônsul em 8.

## Carreira
Em 4 a.C., Nônio Asprenas serviu como tribuno militar na Síria sob o comando de Varo. Em 9, Asprenas, já um consular, estava servindo como legado na Germânia novamente sob o comando de Varo. Quando ele e suas legiões foram destruídas na Batalha da Floresta de Teutoburgo, Asprenas estava comando das duas legiões estacionadas em Mogoncíaco. Ao saber do desastre, Asprenas marchou com pelo Reno abaixo para proteger os acampamentos de inverno de Varo e conseguiu resgatar uns poucos sobreviventes da batalha. Porém, ele foi depois acusado de se apropriar das posses dos oficiais mortos no desastre.
A acusação, porém, não prejudicou sua carreira e, entre 14 e 15, Asprenas foi procônsul da África. O historiador Tácito conta que, durante seu mandato, Asprenas enviou soldados para assassinar Semprônio Graco, um dos acusados de seduzir Júlia, a Velha, a filha de Augusto, por ordem de Tibério. Em 20, Asprenas questionou no Senado a ausência de Cláudio numa votação oficial de agradecimento pelo comprometimento da família imperial na busca de justiça no caso da recente morte de Germânico.

## Família
Asprenas se casou com uma filha de Lúcio Calpúrnio Pisão Cesonino, Calpúrnia Pisônia, e os dois tiveram três filhos: Lúcio Nônio Asprenas, Públio Nônio Asprenas Calpúrnio Serrano, cônsul em 38, e Nônio Asprenas Calpúrnio Torquato.